# John Dryden
John Dryden (Aldwincle, 19 agosto 1631 – Londra, 12 maggio 1700) è stato un poeta, drammaturgo, critico letterario e traduttore inglese.

## Biografia

### Giovinezza
Dryden nacque a Aldwincle vicino Oundle nel Northamptonshire, dove il suo nonno materno era Rettore di All Saints. Egli era il maggiore dei quattordici figli di Erasmo e Maria Dryden, appartenenti all'alta borghesia puritana. Da ragazzo Dryden visse nel vicino villaggio di Titchmarsh dove ricevette la prima educazione. Nel 1644 venne inviato alla Westminster School ed ebbe come preside Richard Busby, un insegnante carismatico e di severa disciplina. Rifondata da Elisabetta I, Westminster abbracciava uno spirito religioso e politico che incoraggiava il costante attaccamento alla monarchia e alla chiesa Anglicana Alta. Qualunque fosse l'influenza di questo su Dryden, sicuramente egli doveva nutrire stima verso il suo preside, poiché più tardi invierà alla Westminster due dei suoi figli.
Come scuola umanistica, Westminster proponeva un curriculum che allenava gli alunni nell'arte della retorica e della dialettica. Questa abilità influenzerà in modo determinante le sue ultime opere e il suo pensiero. Il curriculum di Westminster includeva anche traduzioni settimanali che svilupparono le capacità di assimilazione che Dryden avrebbe mostrato in molte delle sue opere. I suoi anni a Westminster non furono privi di eventi, e il suo primo poema pubblicato, un'elegia di forte carattere monarchico sulla morte per vaiolo del suo compagno di scuola Lord Henry Hastings, allude all'esecuzione di re Carlo I, che avvenne il 30 gennaio 1649.
Nel 1650 Dryden andò al Trinity College di Cambridge, dove sperimentò il ritorno all'etica politica e religiosa della sua infanzia. Il rettore del Trinity College era un pastore puritano di nome Thomas Hill, che era stato rettore nel villaggio natale di Dryden. Sebbene vi siano poche informazioni riguardo alla vita di Dryden prima della laurea, si pensa che abbia seguito studi di autori classici, retorica e matematica. Nel 1654 conseguì il miglior risultato in termini di profitto presso il Trinity College per quell'anno. Nel giugno dello stesso anno il padre di Dryden morì, lasciandogli una piccola rendita che però non era sufficiente per vivere.
Arrivato a Londra durante il Protettorato, Dryden ottenne un lavoro presso il Segretario di Stato di Oliver Cromwell, John Thurloe. Questo potrebbe essere stato frutto dell'influenza che esercitava il Lord Ciambellano Sir Gilbert Pickering, cugino di Dryden. Dryden era presente il 23 novembre 1658 al funerale di Cromwell, dove partecipò alla processione assieme ai poeti John Milton e Andrew Marvell. Poco dopo pubblicò il suo primo importante poema, Heroique Stanzas (1658), che ha per tema la morte di Cromwell, col poeta attento e prudente nel mostrare le proprie emozioni. Nel 1660 Dryden celebrò la restaurazione della monarchia e il ritorno di Carlo II con l'Astraea Redux, un autentico panegirico realista. In quest'opera il periodo di interregno è descritto come il regno dell'anarchia, e Carlo è visto come il restauratore della pace e dell'ordine.

### Carriera
Con l'ascesa al trono di Carlo II Dryden divenne il poeta e il critico più importante del suo tempo e dimostrò fedeltà al nuovo governo. Dopo Astraea Redux, Dryden diede il benvenuto al nuovo regime con altri due panegirici: To His Sacred Majesty: A Panegyric on his Coronation (1662), e To My Lord Chancellor (1662). Queste opere suggeriscono che Dryden stesse cercando un possibile mecenate; in seguito però egli sarà costretto a guadagnarsi da vivere scrivendo per gli editori e non più per l'aristocrazia. Questi e altri poemi non drammatici sono occasionali, e celebrano eventi pubblici. Di conseguenza, essendo scritti per la nazione, il Poeta Laureato (come sarebbe stato nominato poi) veniva obbligato a scriverne un certo numero all'anno. Nel novembre 1662 Dryden fu eletto nella Royal Society, delle cui attività Dryden si disinteressò completamente finché ne venne espulso nel 1666, per non aver pagato le tasse associative.
Il 1º dicembre 1663 Dryden sposò la sorella di Sir Robert Howard, Lady Elizabeth. Le opere di Dryden contengono attacchi alla vita matrimoniale, ma anche celebrazioni della vita a due, perciò poco si sa della sua vita matrimoniale. Lady Elizabeth, tuttavia, gli diede tre figli e gli sopravvisse.
Con la riapertura dei teatri dopo il bando puritano, Dryden si occupò della composizione di drammi. Benché la sua prima opera teatrale, The Wild Gallant, apparsa nel 1663, non avesse avuto successo immediato, più tardi Dryden divenne un drammaturgo apprezzato, al punto che a partire dal 1668 scrisse tre drammi all'anno per la Compagnia del Re di cui egli era anche azionista. Fra il 1660 e il 1670 il lavoro teatrale divenne il suo mezzo di sostentamento. Egli aprì la via alla commedia della Restaurazione con il famoso Marriage A-la-Mode (1672), ma anche alla tragedia eroica e alla tragedia con All for Love (1678). Dryden non fu mai soddisfatto dei suoi scritti teatrali e spesso diceva che il suo talento era sprecato. Così decise di tentare di ottenere fama anche come poeta. Nel 1667, quando la sua carriera teatrale era appena iniziata, pubblicò Annus Mirabilis, un poema storico sugli eventi del 1666: la vittoria inglese sulla flotta olandese e il Grande incendio di Londra. Era un poema epico moderno, in quartine di pentametri che lo portò ad essere il più importante poeta della sua generazione, e fu cruciale per la sua elezione a Poeta Laureato (1668) e come storiografo reale (1670).
Quando la Grande peste di Londra chiuse i teatri nel 1665 Dryden si ritirò nel Wiltshire dove scrisse Of Dramatick Poesie (1668) probabilmente il migliore ed il più lungo dei suoi saggi, in forma di dialogo nel quale quattro personaggi - ognuno dei quali si rifà a personaggi noti dell'epoca e cui Dryden stesso prende parte sotto il nome di Neander - dibattono sui meriti della letteratura classica inglese e francese. La maggior parte dei suoi saggi critici introduce problemi che egli è intenzionato a discutere, e mostra il lavoro di uno scrittore dallo spirito indipendente che porta avanti le sue idee a tutti i costi, idee che dimostrano la vastità delle sue letture. In particolare egli è interessato alla relazione tra il poeta e la tradizione e al processo creativo, e la sua migliore opera, Aureng-Zebe (1675) ha un prologo in cui denuncia l'uso della rima nei drammi seri. Tre anni dopo infatti scriverà in versi liberi All for Love (1678).
Ma i successi più grandi Dryden li ebbe quando scrisse versi satirici: il poema eroicomico MacFlecknoe, un libello che circolava in manoscritto durante gli anni in cui Dryden era poeta a corte, era una satira che attaccava lo scrittore Thomas Shadwell. Non è una forma di satira che sminuisce chi ne è l'oggetto, anzi lo rende più grande per vie insospettate, trasferendo il comico nella poesia. Questo tipo di satira continuò con Absalom and Achitophel (1681) e The Medal (1682). In questo periodo Dryden scrisse anche i poemi religiosi Religio Laici (1682), una celebre elegia intitolata Alla memoria del signor Oldham (To the Memory of Mr. Oldham), in ricordo di John Oldham e della sua prematura morte, a causa del vaiolo,e The Hind and the Panther (1687) che celebra la sua conversione alla Chiesa cattolica romana.
Quando Giacomo II venne deposto, a causa delle sue idee morali e religiose Dryden perdette il posto di Poeta Laureato a corte, e venne sostituito da Thomas Shadwell. Da quel momento Dryden dovette vivere con ciò che guadagnava scrivendo. Tradusse Orazio, Giovenale, Ovidio, Lucrezio e Teocrito, un lavoro che gli piacque anche più dello scrivere per il teatro. Nel 1694 iniziò a lavorare alla sua opera più ambiziosa come traduttore, The Works of Virgil (1697), che venne pubblicato tramite sottoscrizione. La pubblicazione della traduzione di Virgilio fu un evento nazionale e fruttò a Dryden la somma di ben 1 400. sterline. Le ultime traduzioni apparvero nel volume Fables Ancient and Modern (Favole antiche e moderne, 1700) che raccoglieva sia una serie di componimenti poetici tratti da Omero, Ovidio, Boccaccio sia degli adattamenti moderni da Geoffrey Chaucer intervallati da poesie scritte dallo stesso Dryden. La prefazione del libro è considerata uno dei più grandi saggi di critica letteraria. Come critico e come traduttore infatti riuscì perfettamente a rendere accessibili al pubblico le opere letterarie classiche greche e latine.

### Morte
Dryden morì nel 1700 e fu sepolto nell'Abbazia di Westminster. L'influenza di Dryden come poeta fu enorme durante tutto l'arco della sua vita, e alla sua morte molte elegie in suo onore vennero scritte dalla comunità letteraria inglese. Nel XVIII secolo le sue poesie vennero prese a modello da poeti famosi come Alexander Pope e Samuel Johnson. Durante il XIX secolo la sua reputazione declinò, e ancora oggi Dryden è conosciuto solo da circoli ristretti di specialisti. Uno dei suoi più grandi estimatori, T.S. Eliot, scrisse che Dryden fu «l'antenato di quasi tutto ciò che c'è di migliore nella poesia del diciottesimo secolo» e che «non possiamo apprezzare e valutare cento anni di poesia inglese se non apprezziamo Dryden nella sua completezza».

## Opere
- Astraea Redux, 1660
- The Indian Emperour (tragedia), 1665
- Annus Mirabilis (poema), 1667
- The Tempest (commedia), 1667, un adattamento scritto in collaborazione con William D'Avenant de La tempesta di Shakespeare
- An Essay of Dramatick Poesie, 1668
- An Evening's Love (comedy), 1669
- Tyrannick Love (tragedy), 1669
- Marriage A-la-Mode, 1672
- The Conquest of Granada, 1670
- All for Love, 1677
- Oedipus, 1679
- Absalom and Achitophel, 1681
- MacFlecknoe
- The Medal, 1682
- Religio Laici, 1682
- The Hind and the Panther, 1687
- Amphitryon, 1690
- Don Sebastian, 1690
- Cleomenes, 1692
- Amboyna
- The Works of Virgil, 1697
- Fables, Ancient and Modern 1700